# Lạc lối ở Tokyo
Lạc lối ở Tokyo hay Lạc trong phiên dịch (tiếng Anh: Lost in Translation) là một bộ phim hài-chính kịch do Sofia Coppola viết kịch bản và đạo diễn, được sản xuất vào năm 2003. Nó là bộ phim điện ảnh thứ hai của cô, sau The Virgin Suicides (1999). Bộ phim có sự tham gia của các diễn viên Bill Murray. Scarlett Johansson, Giovanni Ribisi. Anna Faris và Fumihiro Hayashi.
Bộ phim xoay quanh câu chuyện giữa một diễn viên hết thời Bob Harris (Murray) và một cô gái vừa tốt nghiệp đại học Charlotte (Johansson), vô tình nảy nở một mối quan hệ sau khi gặp nhau tại một khách sạn ở Tokyo.
Lạc trong phiên dịch nhận được nhiều sự hoan nghênh từ phía các nhà phê bình và nhận được 4 đề cử tại Giải Oscar lần thứ 76, trong đó có phim hay nhất, đạo diễn xuất sắc nhất và kịch bản gốc xuất sắc nhất cho Coppola và nam diễn viên chính xuất sắc nhất cho Murray, và cuối cùng Coppola thắng giải ở hạng mục Kịch bản gốc xuất sắc nhất. Ngoài ra, Murray và Johansson còn thắng lần lượt ở hai hạng mục nam chính xuất sắc nhất và nữ chính xuất sắc nhất tại lễ trao giải BAFTA năm 2004. Bộ phim còn là một thành công thương mại, với tổng doanh thu $119 triệu, trong khi đó kinh phí sản xuất chỉ là $4 triệu.

## Nội dung
Bob Harris (Murray) là một diễn viên Mỹ hết thời, đi đến Tokyo để quay một đoạn phim quảng cáo cho hãng rượu Suntory với thù lao là hai triệu USD. Charlotte (Johansson) là một cô sinh viên vừa ra trường, bị bỏ lại khách sạn bởi chồng cô, John (Ribisi), một nhiếp ảnh gia chuyên chụp người nổi tiếng, trong một chuyến công tác ở Tokyo. Charlotte lo lắng về tương lai của cuộc hôn nhân với chồng cô, người thích những người mẫu chân dài, đặc biệt là một nữ diễn viên trẻ đẹp người Mỹ tên Kelly (Faris) hơn là vợ mình. Cũng vào thời điểm đó, Bob nhận ra rằng cuộc hôn nhân 25 năm của mình đang đi tới đà mệt mỏi, không còn mặn nồng và bản thân Bob cũng đang trong giai đoạn khủng hoảng trung niên.
Một đêm, sau khi chụp ảnh, Bob trở lại quầy bar. Charlotte, đang ngồi với John và bạn bè cô, nhận ra Bob và gọi người phục vụ đưa cốc đậu phộng ở bàn cô cho Bob. Và rồi kể từ đó, Bob và Charlotte đêm nào cũng gặp nhau, một cuộc gặp gỡ ngắn ngủi, cho tới khi Charlotte đề nghị Bob tới gặp một vài người bạn ở Tokyo của cô. Bob đồng ý và sau đó tới phòng khách sạn của Charlotte, mặc một bộ quần áo được thiết kế cho thế hệ trẻ. Cả hai hình thành một tình bạn và liên kết lại bằng những cuộc tham quan của họ ở Tokyo trong khi trải nghiệm sự khác nhau giữa văn hóa Hoa Kỳ và Nhật Bản và giữa hai thế hệ của họ: một già một trẻ.
Vào đêm áp chót cách ngày Bob phải rời đi một ngày, Bob bị thu hút bởi một ca sĩ trong khách sạn. Sáng hôm sau, ông thức dậy và thấy người phụ nữ, có lẽ hai người đã ngủ với nhau. Charlotte tới phòng của Bob để mời ông đi ăn sáng nhưng chỉ gặp người phụ nữ kia, dẫn tới một cuộc cãi vã đầy căng thẳng vào bữa trưa. Đêm đó, chuông khách sạn báo cháy, mọi người được sơ tán ra khỏi tòa nhà, Bob và Charlotte làm lành và nói rằng họ sẽ nhớ nhau thế nào khi họ lại gặp nhau ở quầy bar trong một chuyến đi khác.
Sáng hôm sau, Bob khởi hành trở về Mỹ. Ông nói với Charlotte lời tạm biệt ngắn ngủi ở sảnh trước khi làm thủ tục rời khách sạn và buồn bã nhìn cô bị che khuất bởi cửa thang máy. Trong khi đang trên một chiếc taxi để tới sân bay, Bob nhìn thấy Charlotte trên một con phố đông đúc, ông liền bước xuống xe, đi tới chỗ cô. Bob ôm chầm lấy Charlotte và thì thầm vào tai cô (thực chất khán giả không thể nghe được), lúc này khuôn mặt cô đẫm lệ. Cả hai hôn nhau, chào tạm biệt và Bob lại tiếp tục lên đường tới sân bay.

## Diễn viên
- Bill Murray trong vai Bob Harris
- Scarlett Johansson trong vai Charlotte
- Giovanni Ribisi trong vai John
- Anna Faris trong vai Kelly
- Fumihiro Hayashi trong vai Charlie Brown
- Akiko Takeshita trong vai Cô Kawasaki
- François Du Bois trong vai Nghệ sĩ dương cầm
- Fujii Takashi trong vai MC chương trình TV
- Hiromax trong vai chính anh

## Sản xuất

### Phát triển
—Sofia Coppola, 2003
Coppola nghĩ ra kế hoạch sản xuất bộ phim Lạc lối ở Tokyo sau nhiều lần du lịch ở Tokyo vào những năm cô 20, chủ yếu dựa vào những gì mà cô đã trải nghiệm ở đó. Coppola bị thu hút bởi những ánh đèn neon ở Tokyo, và cô đã mô tả khách sạn Park Hyatt Tokyo, bối cảnh chính của bộ phim, là một trong "những nơi yêu thích nhất trên thế giới". Đặc biệt, cô bị hấp dẫn bởi sự yên tĩnh, thiết kế và "sự pha trộn giữa các nền văn hóa" khi mà trong khách sạn có một quầy bar kiểu New York và một nhà hàng Pháp.
Coppola bỏ ra 6 tháng để viết kịch bản phim, bắt đầu với những mẩu truyện ngắn và "sự ấn tượng" lên đến cực điểm trong cuốn kịch bản 70 trang. Cô muốn tạo ra một câu chuyện mà nó phải "thú vị và lãng mạn hơn một chút" so với tác phẩm trước của cô, The Virgin Suicides, và cô bỏ ra một chút thời gian để chỉnh sửa nó. Coppola đã gọi bộ phim là "lễ tình nhân" cho Tokyo, mà cô đã phô bày nó theo một cách cực kì ý nghĩa.
Coppola vừa viết kịch bản mà vùa nghĩ tới Bill Murray trong đầu cô và nói rằng bộ phim sẽ không thể hoàn thành nếu không có Murray. Cô đã nói rằng cô rất muốn làm việc với Murray và cô bị thu hút bởi "vẻ ngoài ngọt ngào và đáng yêu" của ông. Cô bám chặt lấy Murray trong vòng 5 tháng tới 1 năm trời, không ngừng nhắn tin điện thoại và gửi thư cho ông. Cô còn nhận được sự giúp đỡ từ Wes Anderson, người đã đạo diễn 2 phim do Murray thủ vai, và biên kịch Mitch Glazer, là bạn thân của cô. Tháng 7 năm 2002, Coppola và Bill Murray cuối cùng cũng đã gặp nhau tại một nhà hàng, và ông đồng ý tham gia diễn xuất vào bộ phim vì ông "không muốn làm cô ấy thất vọng".
Mặc dù đã chấp nhận tham gia, nhưng Murray không hề ký bất kì một bản hợp đồng nào; khi ông cập bến Tokyo, Coppola mô tả đó là "một sự cứu rỗi to lớn". Coppola lần đầu chú ý tới Scarlett Johansson trong bộ phim Manny & Lo, khi mà Coppola đã liên kết cô ấy với một thái độ "giả dối" và "xảo quyệt", hình dung Johansson như là một cô gái "kiểu-Lauren Bacall-thời-trẻ". Scarlett, lúc đó chỉ mới 17 tuổi, ngay lập tức chấp nhận vai diễn và Coppola rất vui mừng bởi sự trưởng thành mà cô đã mang đến cho nhân vật Charlotte. Về việc viết kịch bản, Coppola nói rằng cảm hứng của cô để tạo ra câu chuyện này chính là cuộc tình của Humphrey Bogart và Lauren Bacall trong phim The Big Sleep của đạo diễn Howard Hawks. Bản thân cả hai diễn viên Murray và Johansson đều không trải qua bất kì màn thử vai nào trước khi bộ phim bấm máy.

### Quay phim
Lance Ancord, đạo diễn hình ảnh của phim, đã viết rằng phong cách quay phim của Lạc lối ở Tokyo chủ yếu dựa trên "trải nghiệm thường nhật, trí nhớ và sự ấn tượng" trong khoảng thời gian anh ở Nhật Bản. Anh làm việc chặt chẽ với Coppola nhằm tạo nên những hình ảnh chân thực của bộ phim, dựa vào tất cả những cảm giác mà cả hai đều có được ở Tokyo trước khi dự án được thực hiện. Các địa điểm được chọn bởi Coppola, Acord, và Katz; và Coppola đã dựng một tập ảnh 40 trang cho cả đoàn phim để họ có thể hình dung và hiểu được ý định của cô.
Acord cố gắng tìm kiếm những nơi có nhiều ánh sáng tự nhiên nhắm sử dụng nó hết mức có thể, chỉ sử dụng ánh sáng đèn thật ít. Anh mô tả sự tiếp xúc này như là sự giảm thiểu, so sánh "hơn cả phương pháp Hollywood thông thường", vì vậy, một số kĩ thuật viên sửa chữa điện nghĩ rằng anh "điên rồ". Trên thực tế, Acord không hề sử dụng ánh sáng đèn để quay những phân cảnh bên ngoài vào ban đêm. Lạc lối ở Tokyo chủ yếu được quay bởi sự ngẫu nhiên, cách xử lý tình huống thông minh của Acord, kiểu "tự do", mà Coppola đã nói đó là một kiểu "giấu diếm" và "chút nữa là thành một bộ phim tài liệu". Ở một số địa điểm, đoàn làm phim đã tự ý quay mà không có giấy phép nào, chẳng hạn như tàu điện ngầm ở Tokyo, hay đường đi bộ ở Shibuya, họ trốn tránh cảnh sát bằng cách sử dụng ít người nhất có thể. Acord tránh việc sử dụng di chuyển camera góc rộng mà quay thật yên tĩnh để không làm mất đi sự cô đơn của nhân vật.
Bộ phim đa số quay bằng camera Aaton với phim 35mm, sử dụng Kodak Vision 500T 5263 cho phân cảnh đêm được đủ ánh sáng và sử dụng Kodak Vision 320T 5277 vào ban ngày. Một thiết bị Moviecam Compact cũng được sử dụng, nhưng chỉ dùng ở một vài nơi hạn chế. Coppola nói rằng bố cô, Francis Ford Coppola, cố thuyết phục cô chỉ nên làm một bộ phim truyền hình, nhưng cô quyết định làm luôn một bộ phim điện ảnh, nói rằng nó "chưa hoàn thành, trục trặc, u sầu và lãng mạn", tương phản với phim truyền hình, nó "thực tế hơn". Trong những bài phỏng vấn, cô nói bản thân mình muốn quay ở Tokyo với một tính chất tự nhiên, giống như "cách mà người ta chụp hình nhanh", cà cô chọn quay với phim tốc độ cao để gợi lên "một sự quen thuộc tại nhà".
Lạc lối ở Tokyo được quay 6 ngày một tuần vào khoảng thời gian tháng 9 và tháng 10 năm 2002, dài hơn dự kiến 27 ngày. Trong thời gian này, băng video được gửi mail tới nhà dựng phim Sarah Flack ở Thành phố New York, nơi mà cô bắt đầu dựng phim ở Red Car Office. Những cảnh mà Bob và Charlotte ở chung chú yếu quay theo thứ tự. Những cảnh phim chính đa phần được quay qua đêm, lý do là khách sạn không cho phép đoàn làm phim quay ở những nơi công cộng trong khách sạn cho tới 1 giờ sáng.
Coppola nói về những khó khăn trong việc đạo diễn bộ phim với đoàn làm phim Nhật Bản, từ khi cô tin cậy vào trợ lý đạo diễn của cô trong nhiệm vụ phiên dịch. Đa số các diễn viên đều tự ứng biến cho từng cảnh phim, và Coppola chấp nhận sự thay đổi trong các đoạn thoại trong lúc quay. Ví dụ, đoạn thoại trong cảnh Harris và người nhiếp ảnh là chưa hề tập trước đó. Coppola đã nói rằng cô rất ưng ý với ý tưởng Bob và Charlotte đi qua nhiều cung bậc cảm xúc của tình yêu trong vòng 1 tuần - họ gặp nhau, tán tỉnh nhau, làm đau nhau và trao đổi cuộc sống riêng tư. Để kết thúc mối quan hệ này, Coppola muốn một cái kết thật đặc biệt kể cả khi cô nghĩ rằng cái kết trong kịch bản đã rất hợp lý rồi. Coppola hướng dẫn Murray hôn Johansson vào cảnh cuối mà không để cho cô ấy biết, để cho Johansson tự ứng biến. Cảnh thì thầm cũng không có trong kịch bản, nhưng vì nó nhỏ quá nên không thể nghe thấy được. Ban đầu Coppola tính lồng một đoạn thoại vào cảnh đó, nhưng rồi cô quyết định "tốt hơn hết chỉ cần họ biết".
Sau khi đã hoàn thành các cảnh quay, Coppola và Flack dành ra khoảng 10 tuần để dựng phim. Trong phần ngoại cảnh của bản DVD, Murray đã nói thêm rằng Lạc lối ở Tokyo là bộ phim yêu thích mà ông đã tham gia, và Coppola diễn tả bộ phim như là "riêng tư nhất" của mình, khi toàn bộ phim được dựa trên những trải nghiệm thực tế của cô. Chẳng hạn, mối quan hệ giữa nhân vật Charlotte và chống cô ấy được dựa trên mối quan hệ của Coppola và người chồng đầu tiên của cô, và đoạn quảng cáo "Suntory" được dựa trên đoạn quảng cáo của bố cô, Francis Ford Coppola, quay chung với Akira Kurosawa.

### Âm nhạc
Nhạc phim của Lạc lối ở Tokyo, phối bởi Brian Reitzell, phát hành vào ngày 9 tháng 9 năm 2003 bởi Emperor Norton Records. Nó bao gồm 5 bài hát bởi Kevin Shields, trong đó có 1 bài của ban nhạc anh ấy, My Bloody Valentine. Trang Allmusic đánh giá nhạc phim 4/5 sao, nói rằng "Chủ nghĩa lãng mạn ấn tượng của Coppola trong Lạc lối ở Tokyo cộng với những bản nhạc cũng theo chủ nghĩa của cố ấy đã tạo nên một sự cân bằng, và nó đã đóng một vai trò lớn như những gì Bill Murray và Scarlett Johansson đã làm trong bộ phim".

## Tiếp nhận

### Doanh thu
Lạc lối ở Tokyo được công chiếu lần đầu tiên ở Liên hoan phim Telluride. Nó được chiếu giới hạn vào ngày 12 tháng 9 năm 2003 tại 23 rạp và thu về $925,087 vào tuần lễ công chiếu với doanh thu trung bình $40,221/rạp và đứng thứ 15 tại bảng xếp hạng. Nó được chiếu rộng rãi hơn vào ngày 3 tháng 10 năm 2003 tại 864 rạp, thu về $4,163,333, thu trung bình $4,818/rạp và đứng hạng 7. Cuối cùng bộ phim thu về tổng cộng $44,583,453 tại Bắc Mỹ và $75,138,403 ở những nơi khác trên toàn thế giới với tổng doanh thu là $119,723,856.

### Đánh giá
Lạc lối ở Tokyo nhận được sự hoan nghênh rộng rãi từ phía các nhà phê bình, khen ngợi cách đạo diễn của Coppola và màn diễn xuất tuyệt vời của Murray và Johansson. Bộ phim được công nhận "Certified Fresh" từ trang đánh giá Rotten Tomatoes với 95% nhà phê bình cho phản hồi tích cực, với số điểm trung bình là 8.4/10 trên 222 đánh giá. Phản hồi chung là "sự cân bằng hiệu quả giữa hài hước và tính chất cảm động, Coppola đã tạo nên một câu chuyện mủi lòng và u sầu mà nó đã đáp ứng được bởi màn trình diễn xuất sắc của Bill Murray và Scarlett Johansson". Bộ phim cũng đang nắm giữ số điểm 89/100, dựa vào 44 bài đánh giá trên Metacritic, thang điểm "universal acclaim". Nhà phê bình Roger Ebert đánh giá bộ phim 4/4 sao và là bộ phim xuất sắc thứ 2 năm 2003, mô tả nó "ngọt ngào và buồn bã trong cùng một lúc cũng như mỉa mai và hài hước", trong đó cũng khen ngợi diễn xuất của hai diễn viên chính là Murray và Johansson.. Ngoài ra, Roger còn thêm nó vào "danh sách phim vĩ đại" trên trang web của ông. Bộ phim cũng lọt vào dánhh sách "50 Bộ Phim Hay Nhất Thập Kỉ (2000-2009)" của tạp chí Paste Magazine và đứng thứ #7.

### Giải thưởng
Lạc lối ở Tokyo thắng Giải Oscar cho kịch bản gốc xuất sắc nhất tại Giải Oscar lần thứ 76 vào năm 2003. Bộ phim còn được đề cử ở các hạng mục phim hay nhất, đạo diễn xuất sắc nhất nhưng đều thua cuộc trước Chúa tể của những chiếc nhẫn: Sự trở về của nhà vua. Bản thân Bill Murray cũng được đề cử cho nam diễn viên chính xuất sắc nhất nhưng cũng thua cuộc trước Sean Penn trong Mystic River.
Bộ phim đoạt Giải Quả cầu vàng cho phim ca nhạc hoặc phim hài hay nhất, kịch bản hay nhất và nam diễn viên phim ca nhạc hoặc phim hài xuất sắc nhất. Ngoài ra còn có các đề cử đạo diễn xuất sắc nhất và nữ diễn viên phim ca nhạc hoặc phim hài xuất sắc nhất tại lễ trao giải Quả cầu vàng lần thứ 61.
Tại lễ trao giải BAFTA lần thứ 57, Lạc lối ở Tokyo thắng giải Dựng phim xuất sắc nhất, nam chính xuất sắc nhất và nữ chính xuất sắc nhất. Nó còn được đề cử cho Phim hay nhất, Đạo diễn xuất sắc nhất, Kịch bản gốc xuất sắc nhất, Âm nhạc xuất sắc nhất và Quay phim xuất sắc nhất. Nó còn thắng 4 Giải Tinh thần độc lập, bao gồm phim hay nhất, đạo diễn xuất sắc nhất, kịch bản hay nhất và nam chính xuất sắc nhất. Riêng kịch bản phim còn đoạt giải Kịch bản gốc xuất sắc do Hiệp hội Biên kịch Mỹ trao tặng.

## Phát hành
Lạc lối ở Tokyo phát hành dưới dạng DVD vào ngày 3 tháng 2 năm 2004. Entertainment Weekly đánh giá bộ phim ở mức "A" và chỉ trích bộ phim "có quá ít phần bổ sung", nhưng hoan nghênh nó như là "lễ tình nhân cho sự bí ẩn của hấp dẫn".
Bản Blu-ray của phim được phát hành ngày 4 tháng 1 năm 2011.